# Zeitzer Dom

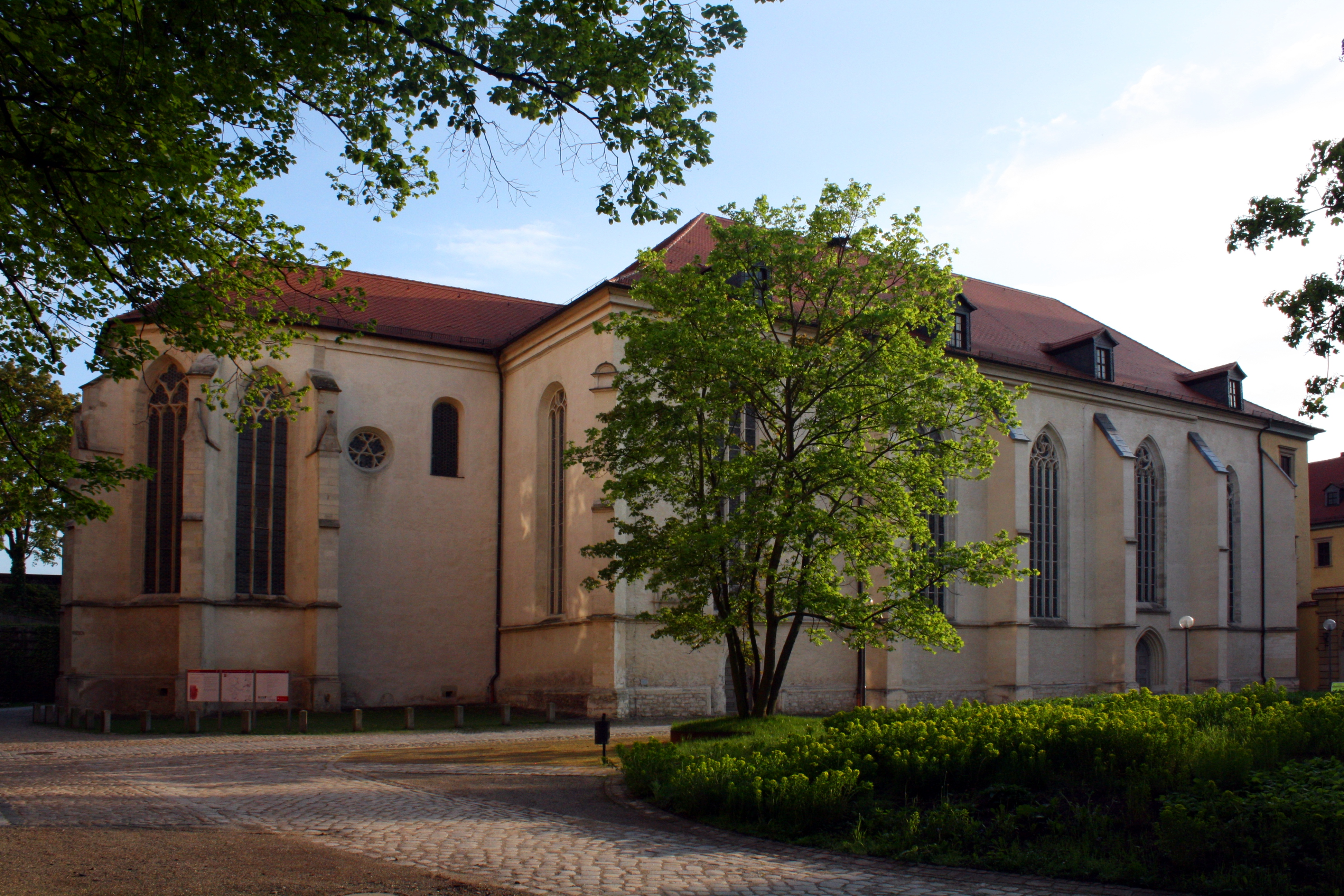
Dom St. Peter und Paul in Zeitz

Der Dom St. Peter und Paul in Zeitz im Süden von Sachsen-Anhalt war von 968 bis 1029 die Kathedrale der Bischöfe des Bistums Zeitz und nach der Verlegung des Bistumssitzes nach Naumburg Kollegiatstiftskirche. Heute dient der Dom als katholische Pfarrkirche der Stadt und ist eine Station an der Straße der Romanik.

## Geschichte

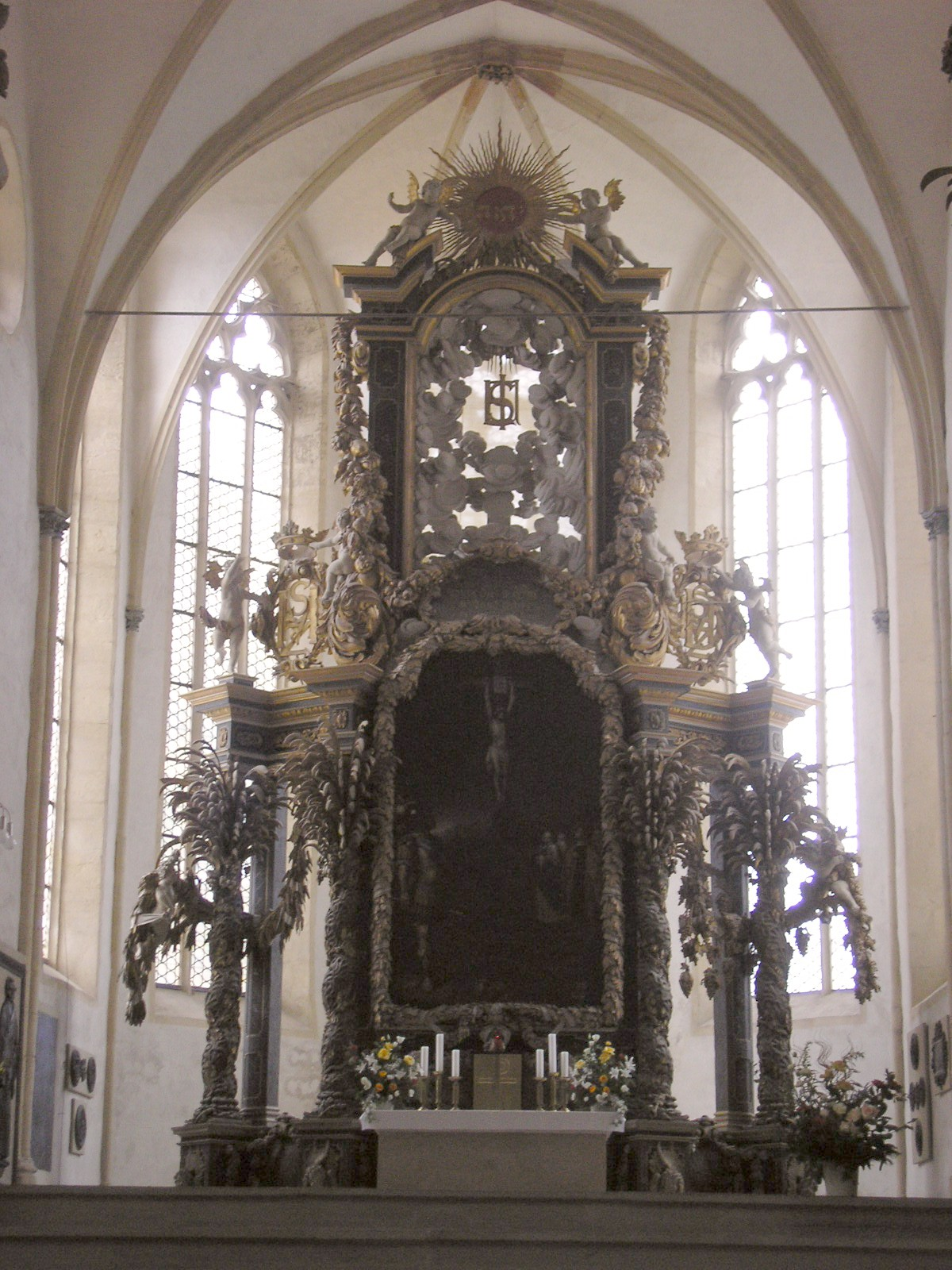
Altar

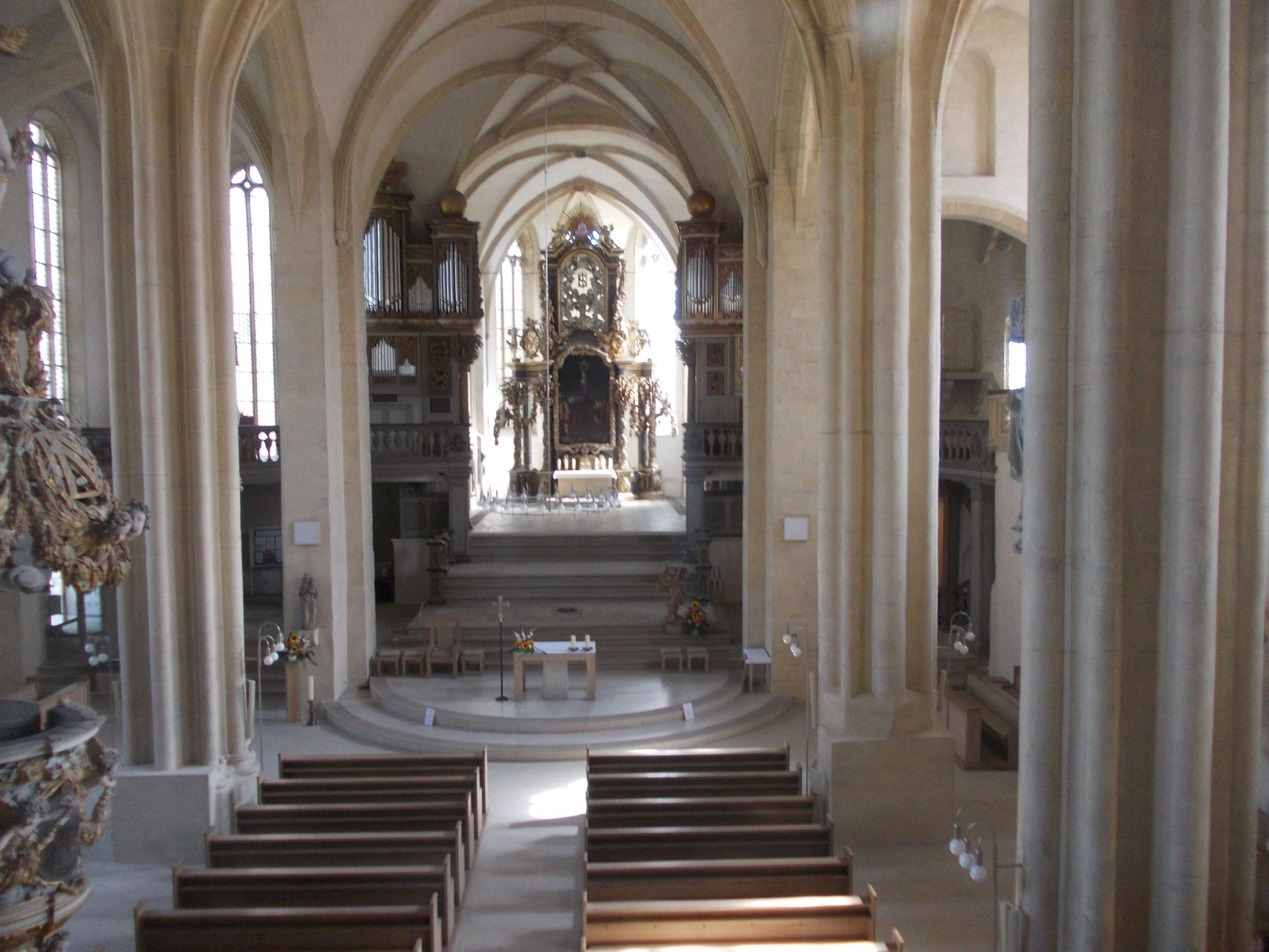
Blick durch den Dom, links und rechts die beiden Orgelemporen

In der ersten Hälfte des 10. Jahrhunderts wurde durch die Ottonen in Zeitz eine Königspfalz angelegt, zu der auch die Kirche gehörte, aus der der heutige Dom hervorging. Mit der Gründung des Bistums im Jahr 968 durch das Kaiserpaar Adelheid und Otto I. wurde mit dem Bau der ersten Domkirche begonnen. Grabungen erbrachten den vagen Nachweis dieser Kirche unter der heutigen Anlage.
Nach 1028 erfolgte ein Neubau, der um 1100 zum Abschluss kam. Große Teile dieses baugeschichtlich wichtigen Baus sind bis heute erhalten.
Die dreischiffige Hallenkrypta mit Koncha befindet sich unter dem Chorquadrat und reicht mit ihrer Westwand bis ins Vierungsquadrat hinein. Nach den jüngsten Bauforschungen ist die Krypta gleichzeitig mit der Kirche des mittleren 11. Jahrhunderts entstanden. An den noch heute erkennbaren Vermauerungen besaß sie vier Rundbogenfenster und zwei Eingänge. Die heutigen Fenster wurden später eingefügt. Von den acht das Gewölbe tragenden Säulen sind die Kapitelle der beiden westlichen mit Voluten verziert. Bisher gibt es keine gesicherten Hinweise darauf, dass die unterschiedlich profilierten Kapitelle der Säulen aus verschiedenen Bauphasen stammen, abgesehen von gotischen Veränderungen an der westlichen Stützenreihe. Möglicherweise stammen die sechs östlichen, schmucklosen Säulen der Krypta noch aus dem ottonischen Vorgänger.
Im 14. und 15. Jahrhundert wurden Umbauten vorgenommen, bei denen aus der romanischen Basilika eine gotische Hallenkirche wurde. Mit der Einführung der Reformation wurde die Kirche lutherisch.
Nachdem Zeitz 1656 Residenz von Sachsen-Zeitz wurde, ließ Herzog Moritz von Sachsen-Zeitz den Dom zur Schlosskapelle der Moritzburg umbauen und die Krypta als fürstliche Grablege herrichten. Dabei wurden die Türme des Doms abgetragen und im Innenraum eine Fürstenloge eingebaut.
Im 19. Jahrhundert verlor die Kirche ihre einstige Bedeutung und wurde zeitweise profan, unter anderem als Lazarett und Pferdestall, genutzt. Am 1. Januar 1946 wurde sie von der Stadtverwaltung an die durch Vertriebene stark gewachsene katholische Gemeinde verpachtet, da deren bisherige, 1894 erbaute Pfarrkirche im Brückenweg nun zu klein geworden war.
Der bauliche Zustand des Doms verschlechterte sich in der Folgezeit. In der Nacht vom 10. zum 11. Juni 1982 stürzte der südwestliche Vierungspfeiler ein, was am gotischen Gewölbe der Kirche erhebliche Schäden anrichtete. Erst nach der Deutschen Wiedervereinigung wurde die Sanierung des Doms vorangetrieben. Mit der am 13. Dezember 1998 erfolgten Altarweihe, die Bischof Leo Nowak vornahm, nahm die katholische Gemeinde sie wieder als Pfarrkirche in Gebrauch. Zur Landesgartenschau 2004 wurde die Sanierung abgeschlossen.

## Fürstengruft
In der Hallenkrypta des Zeitzer Doms ist seit 1666 das Erbbegräbnis der wettinischen Sekundogenitur Sachsen-Zeitz untergebracht, die den Dom als Hofkirche nutzte. Die Fürstengruft ist ein bedeutendes Denkmal barocker Bestattungskultur in Mitteldeutschland. Die Fürstengruft birgt 13 Särge, davon 8 Kindersärge, die aus Holz bzw. Blei-Zinn-Legierungen bestehen und deren Wappen, Inschriften und Bandelwerk erhalten sind. Folgende Mitglieder der herzoglichen Familie wurden hier bestattet:
- Johann Georg (1665–1666), Sohn von Moritz, Herzog von Sachsen-Zeitz
- Maria Sophia (1670–1671), Tochter von Moritz, Herzog von Sachsen-Zeitz
- Magdalena Sybilla (*/† 1672), Tochter von Moritz, Herzog von Sachsen-Zeitz
- Dorothea Maria von Sachsen-Weimar (1641–1675), 2. Ehefrau von Moritz, Herzog von Sachsen-Zeitz
- Moritz (1619–1681), Herzog von Sachsen-Zeitz
- Sophie Elisabeth von Schleswig-Holstein-Sonderburg-Wiesenburg (1653–1684), 3. Ehefrau von Moritz, Herzog von Sachsen-Zeitz
- Friedrich Wilhelm (*/† 1690), Erbprinz von Sachsen-Zeitz, Sohn von Moritz Wilhelm, Herzog von Sachsen-Zeitz/Weida
- Caroline Amalia (1693–1694), Tochter von Moritz Wilhelm, Herzog von Sachsen-Zeitz/Weida
- Sophie Charlotta (1695–1696), Tochter von Moritz Wilhelm, Herzog von Sachsen-Zeitz/Weida
- Sophie Angelika von Württemberg-Oels (1677–1700), 1. Ehefrau von Friedrich Heinrich, Herzog von Sachsen-Zeitz-Pegau-Neustadt
- Dorothea Charlotte (*/† 1708), Tochter von Friedrich Heinrich, Herzog von Sachsen-Zeitz-Pegau-Neustadt
- Friedrich August (1700–1710), Erbprinz von Sachsen-Zeitz, Sohn von Moritz Wilhelm, Herzog von Sachsen-Zeitz/Weida
- Friedrich Heinrich (1668–1713), Herzog von Sachsen-Zeitz-Pegau-Neustadt

## Ausstattung

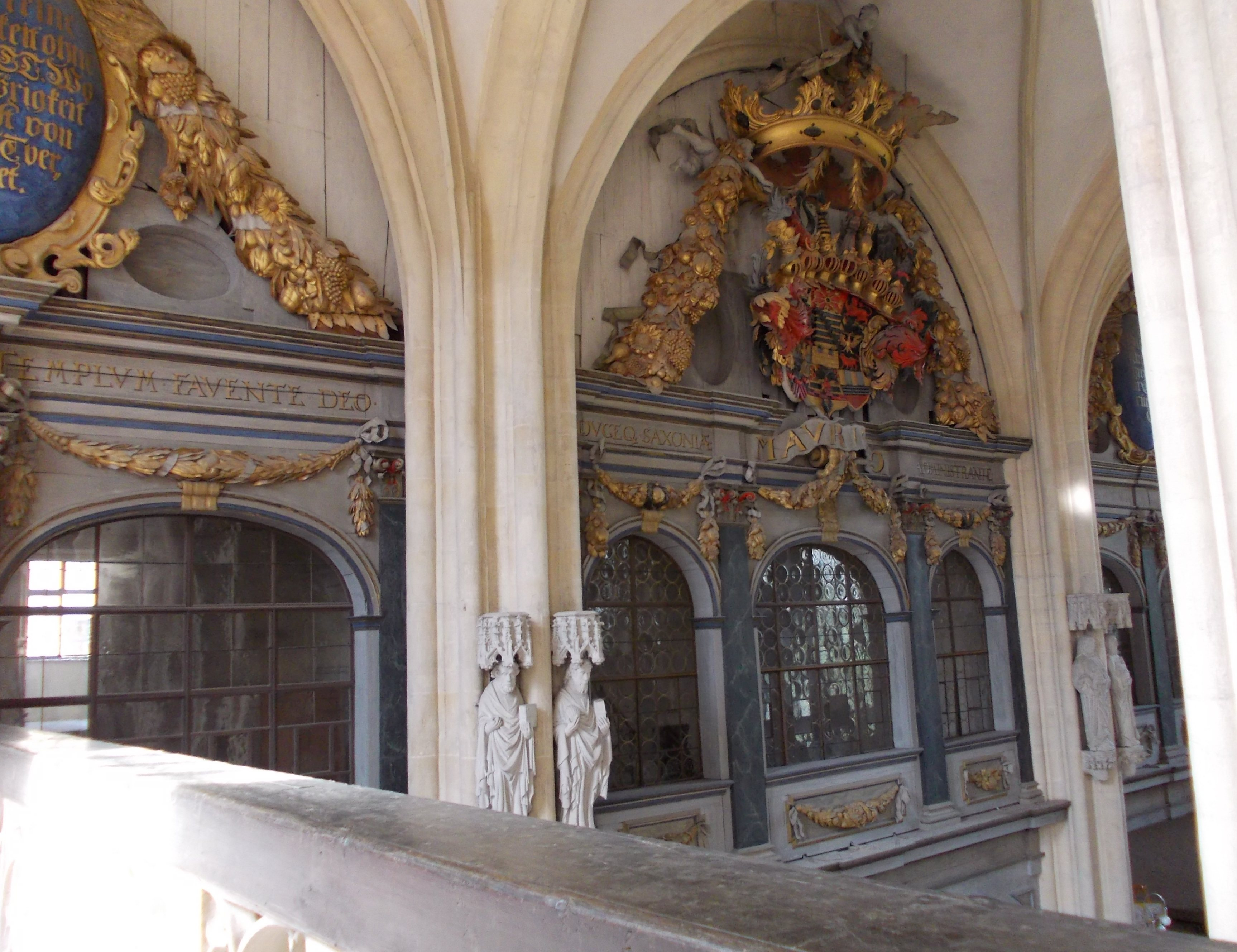
Fürstenloge
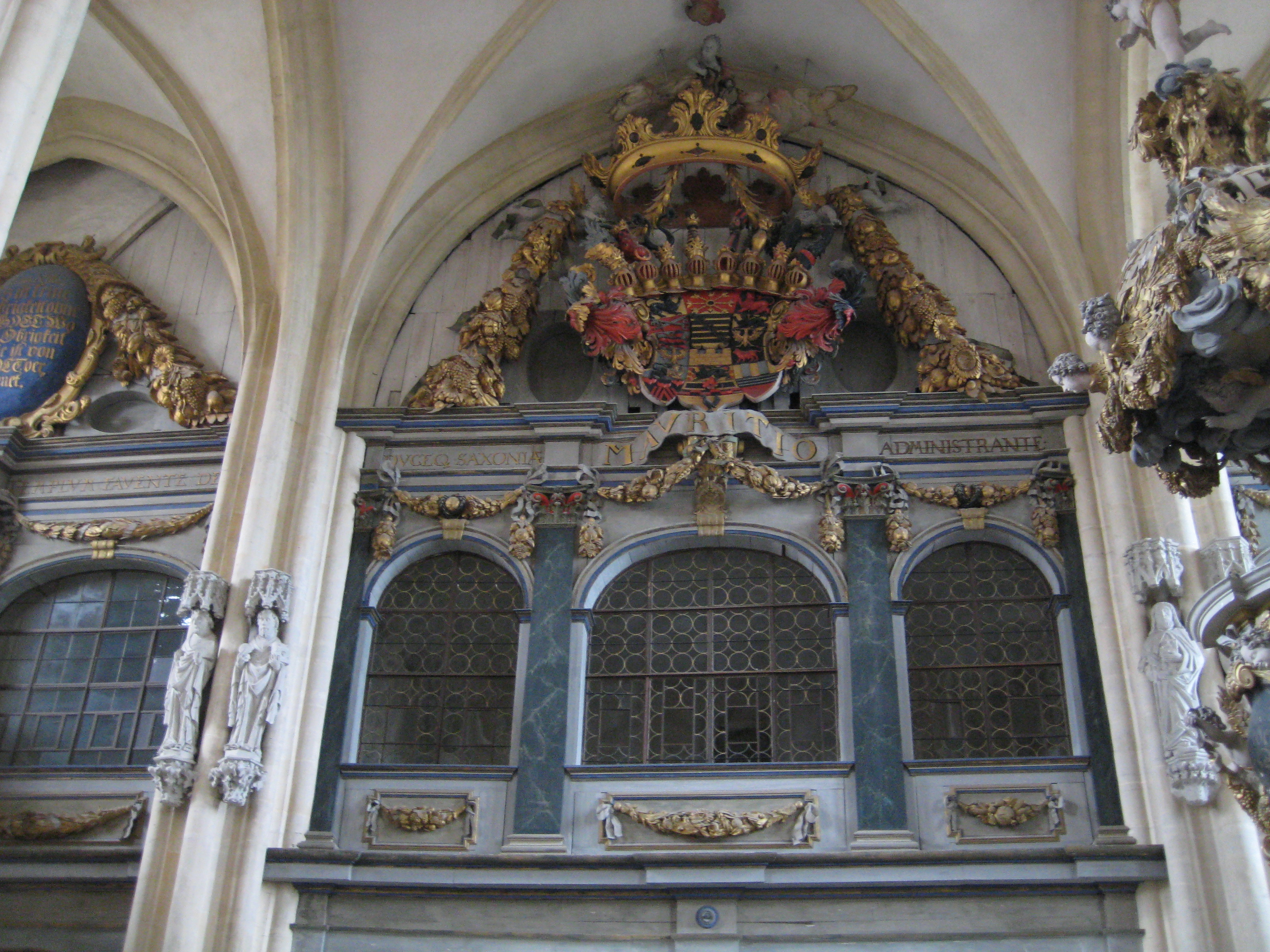
Fürstenloge
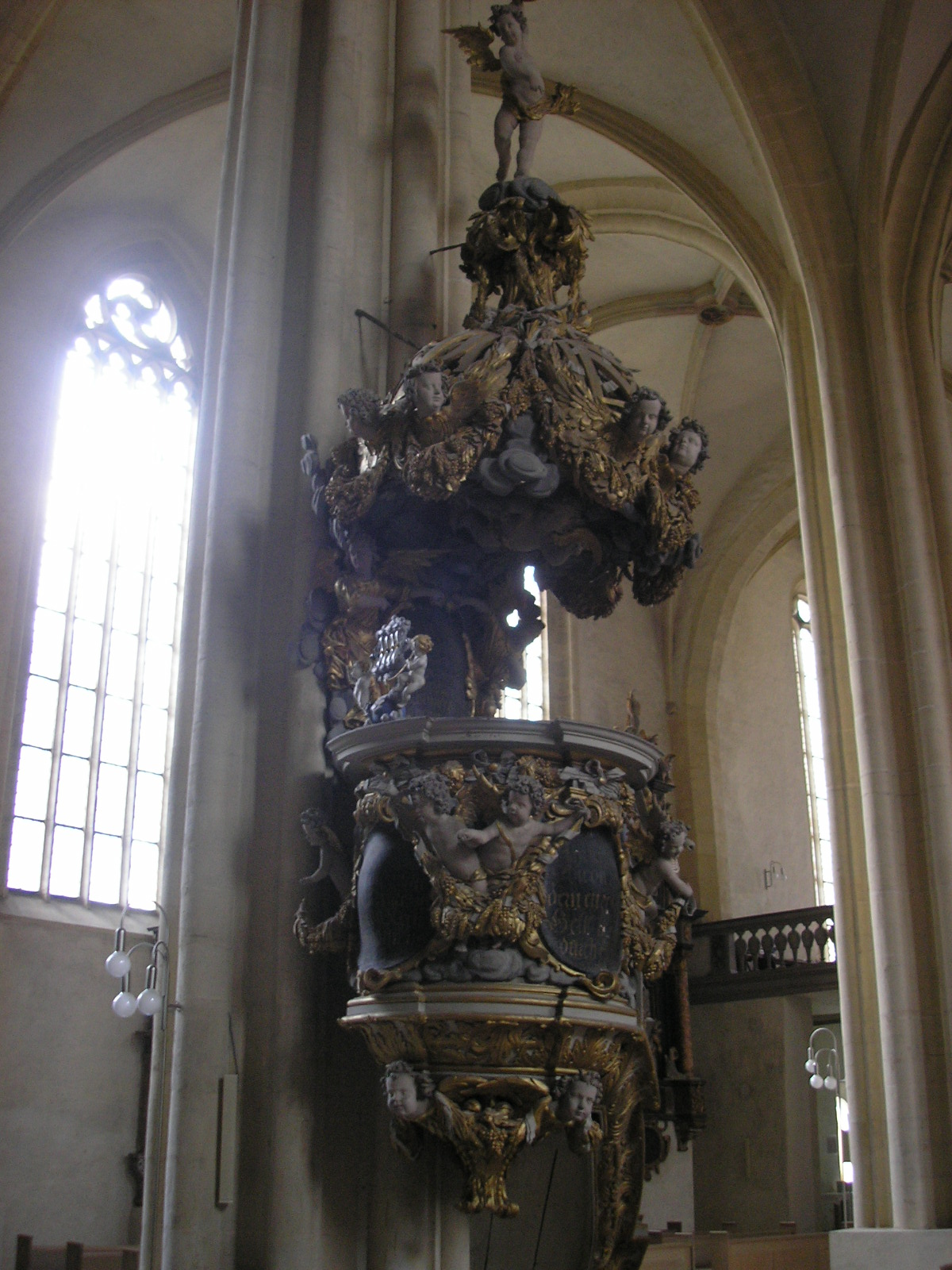
Kanzel

### Altarschauwand
Die große Altarschauwand aus Holz stammt von 1671 und ist ein Werk von Johann Caspar Sandmann. Das Altarblatt zeigt eine Kreuzigung von Christian Schäfer, über dem sich ein Jesusmonogramm in geschnitztem Wolkenrahmen befindet. Seitlich sind die Initialen von Herzog Moritz und seiner zweiten Frau als Stifter des Werks zu sehen.

### Kanzel
Die prächtige barocke Kanzel mit Aufgang von 1674 ist mit einer üppigen Akanthusschnitzerei und Engelsflüchten an dem wuchtigen Schalldeckel, der von einem Engel bekrönt ist, versehen.

### Orgel

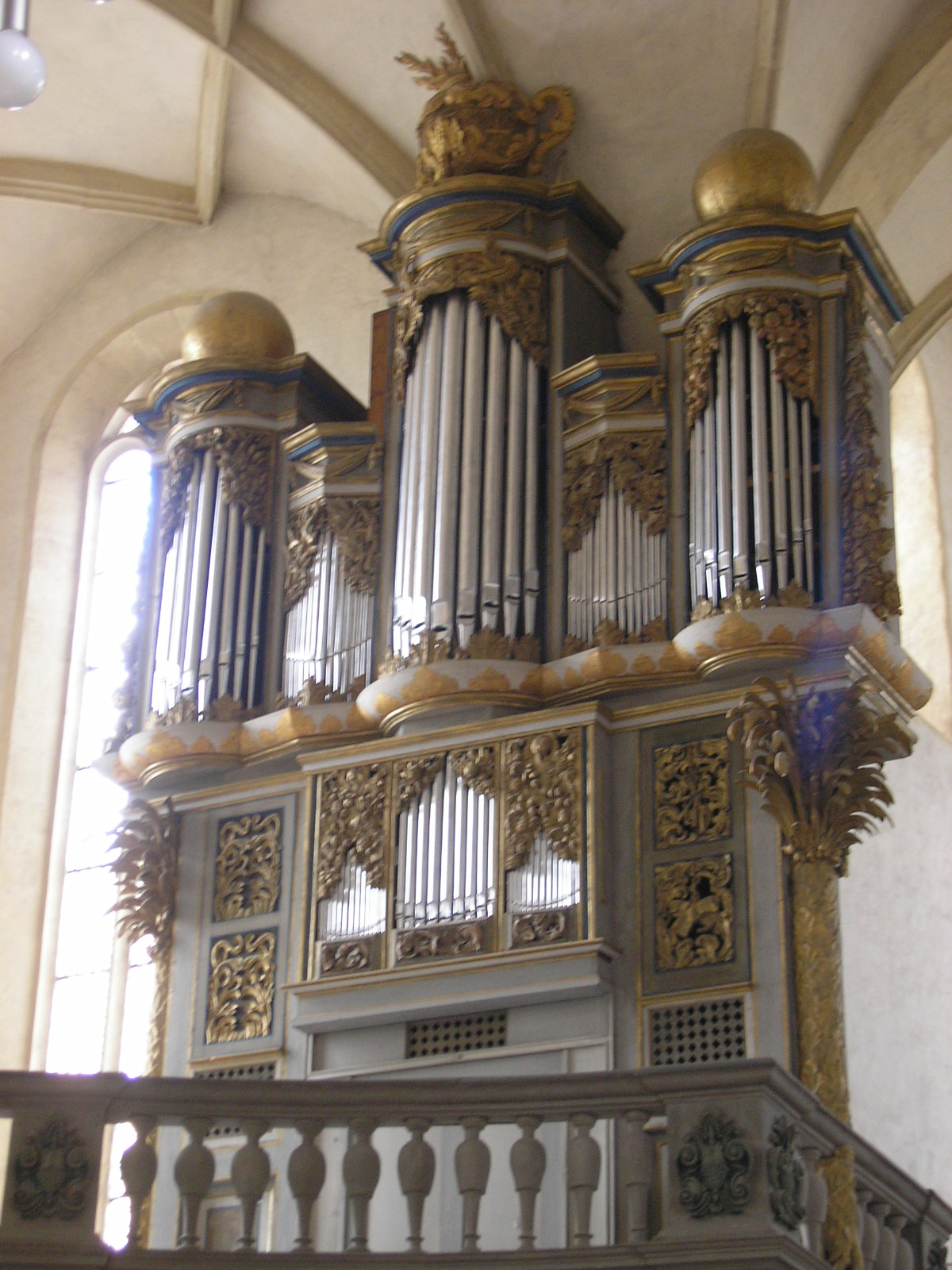
Orgelgehäuse auf der nördlichen Empore, in dem die Lautsprecher der elektronischen Orgel untergebracht sind

Die Geschichte der Orgeln im Zeitzer Dom lässt sich bis in das 15. Jahrhundert zurückverfolgen. Bereits bei dem Dombrand von 1429 scheint ein Instrument existiert zu haben. Urkundlich belegt ist eine Orgel, die in den Jahren 1583 bis 1584 von dem Orgelbauer Georg Koch (Glauchau) umgebaut und erweitert wurde, und vermutlich bereits Mitte des 15. Jahrhunderts gebaut worden war. Anhand eines „Musters“ und Vertragsunterlagen lassen sich bestimmte Rückschlüsse auf die Gestaltung und das Werk ziehen. In die Amtszeit von Heinrich Schütz als Kapellmeister in Zeitz fällt der Bau von zwei kleinen Emporen an den Vierungspfeilern, auf denen jeweils ein neues Orgelgehäuse aufgestellt wurde. Eines blieb leer, in das andere wurde das Orgelwerk der vorhandenen Orgel eingebaut. 1849 bis 1850 baute die Orgelbaufirma Böhme & Winter (Zeitz) eine neue Orgel, in der einiges an Pfeifenmaterial der vorhandenen Orgel wiederverwendet wurde. 1934 erbaute die Harmoniumfabrik Liebig (Zeitz) in dem leeren Orgelgehäuse ein zweimanualiges „Zungenwerk“ ein. 1961 baute der Orgelbauer Lothar Heinze (Stadtilm) in die beiden Orgelgehäuse ein neues, dreimanualiges Instrument, das jedoch bereits nach kurzer Zeit durch Wassereinbrüche im Dach beschädigt und im Juni 1982 durch den Einsturz eines Pfeilers weitgehend zerstört wurde. Das Instrument wurde in den Jahren 1999 bis 2001 vom Hermann Eule Orgelbau Bautzen durch einen zweimanualigen Neubau in Anlehnung an das frühbarocke Werk ersetzt.
| I Hauptwerk C–g3 |               |       |
| 01.              | Bordun        | 16′   |
| 02.              | Principal     | 08′   |
| 03.              | Gemshorn      | 08′   |
| 04.              | Gambe         | 08′   |
| 05.              | Oktave        | 04′   |
| 06.              | Rohrflöte     | 04′   |
| 07.              | Quinte        | 03′   |
| 08.              | Octave        | 02′   |
| 09.              | Cornett III 0 | 2 ⁄3′ |
| 10.              | Mixtur IV     | 1 ⁄3′ |
| 11.              | Cymbel III    | 01′   |
| 12.              | Trompete      | 08′   |

| II Unterwerk C–g3 |                  |     |
| 13.               | Lieblich Gedackt | 8′  |
| 14.               | Viol di Gamba    | 08′ |
| 15.               | Principal        | 04′ |
| 16.               | Salicional       | 04′ |
| 17.               | Flaut douce      | 04′ |
| 18.               | Gemshorn         | 02′ |
| 19.               | Mixtur III       | 02′ |
| 20.               | Vox humana       | 08′ |
|                   | Tremulant        |     |

| Pedalwerk C–f1 |               |        |
| 21.            | Violonbaß     | 16′    |
| 22.            | Subbaß        | 16′    |
| 23.            | Octavbaß      | 08′    |
| 24.            | Gedecktbaß    | 08′    |
| 25.            | Quintbaß      | 5 1⁄3′ |
| 26.            | Posaunenbaß 0 | 16′    |
| 27.            | Trompeta      | 08′    |

Neben der Pfeifenorgel befindet sich auf der gegenüberliegenden Empore, in dem stillgelegten Orgelgehäuse, dessen Werk bei dem Pfeilereinsturz beschädigt wurde, eine elektronische Orgel der Fa. Rodgers mit 16-Kanal-Klangabstrahlung. Das Instrument war für die Zeit der Restaurierung der Pfeifenorgel angeschafft worden, wird aber weiterhin genutzt. Es hat 43 Register auf drei Manualen und Pedal.

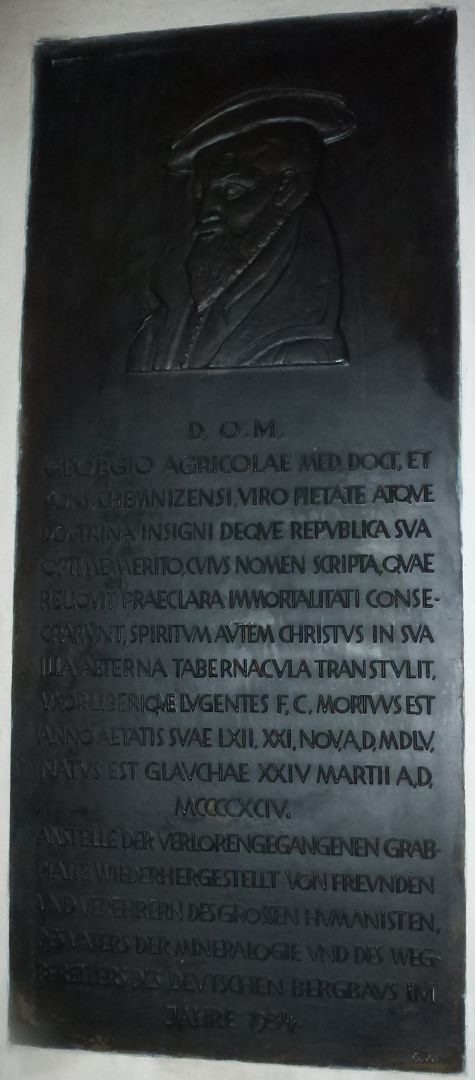
Ersatz der Grabplatte für Agricola

| I Hauptwerk C–c4 |     |
| Violone          | 16′ |
| Principal        | 08′ |
| Rohrflöte        | 08′ |
| Prestant         | 04′ |
| Spitzflöte       | 04′ |
| Super Octave 0   | 02′ |
| Fourniture IV    |     |
| Trompete         | 08′ |
| Tremulant        |     |

| II Schwellwerk C–c4 |        |
| Bourdon Doux        | 16′    |
| Geigen Principal 0  | 08′    |
| Bourdon             | 08′    |
| Viole Celeste II 0  | 08′    |
| Octave              | 04′    |
| Flauto Traverso     | 04′    |
| Nazard              | 2 ⁄3′  |
| Flûte à Bec         | 02′    |
| Tierce              | 1 3⁄5′ |
| Plein Jeu IV        |        |
| Contre Basson       | 16′    |
| Trompette           | 08′    |
| Hautbois            | 08′    |
| Clairon             | 04′    |
| Tremulant           |        |

| III Chorwerk C–c4   |       |
| Spitzgeigen         | 08′   |
| Gedackt Pommer      | 08′   |
| Erzähler Celeste II | 08′   |
| Prinzipal           | 04′   |
| Copula              | 04′   |
| Octav               | 02′   |
| Quintflöte          | 1 ⁄3′ |
| Mixture IV          |       |
| Cromorne            | 08′   |
| Tremulant           |       |

| Pedalwerk C–g1   |      |
| Contre Bourdon 0 | 32′  |
| Principal        | 16′  |
| Subbass          | 16′  |
| Bourdon Doux     | 16′  |
| Octave           | 08′k |
| Gedackt          | 08′  |
| Choralbass       | 04′  |
| Mixture IV       |      |
| Bombarde         | 16′  |
| Basson           | 16′  |
| Trompette        | 08′  |
| Clairon          | 04′  |

### Grabmale
Erhalten ist ein Fragment des Grabsteins des ersten Zeitzer Bischofs Hugo sowie Bronzegrabplatten für Bischof Johann II. von Schleinitz und Georg von Haugwitz. Nur noch die Inschriftrahmen der Grabmale sind für den Probst Reinhold von Weißenbach und den Kanzler Heinrich von Schmidburg überliefert. U.a. für den letzten Naumburger Bischof Julius von Pflug ist ein Epitaph aufgestellt. Schließlich ruht in der Kirche der Vater der Mineralogie und bedeutende sächsische Wissenschaftler Georgius Agricola.

## Glocken-Ritzzeichnungen
Die 1439 und 1466 gegossenen Glocken haben seltene, kunsthistorisch bedeutsame Glockenritzzeichnungen, die in einem Werk der Kunsthistorikerin Ingrid Schulze von 2006 gewürdigt werden.

## Varia
Am 19. April 2020 übertrug das Kultur-Hörfunkprogramm des Mitteldeutschen Rundfunks, MDR Kultur, den katholischen Gottesdienst aus dem Zeitzer Dom per Radioverbreitung und per Internet-Stream als Direktübertragung.